# Ferrocarril Karachi-Alexandretta
El ferrocarril Karachi-Alexandretta fou una línia fèrria projectada per Lord Curzon que havia d'unir Karachi amb la mar Mediterrània, travessant Balutxistan i Pèrsia, via Kirman i Bagdad i fins a Síria. La primera part, de Karachi a la frontera del Balutxistan amb Pèrsia, fou l'única que es va construir arribant a Zahidan (o Duzdap) a la frontera el 1917, principalment per assegurar els subministraments del cos expedicionari britànic a Pèrsia.